# نیکلاس سانتوس
 نیکلاس سانتوس (انگلیسی: Nicolas Santos؛ زاده ۵ ژانویهٔ ۱۹۸۸) یک تنیس‌باز اهل برزیل است. 